# Памятник Августину Волошину (Ужгород)
Памятник Августину Волошину (укр. Пам'ятник Августину Волошину) — монумент, посвященный украинскому политическому и религиозному деятелю, президенту Карпатской Украины и обладателю высшей государственной награды Герой Украины за выдающуюся личную роль в борьбе за утверждение украинской государственности Августину Волошину, расположенный на набережной города Ужгород Закарпатской области.
Монумент был открыт в 2004 году по случаю 130-летия со дня рождения. А также — соратникам Августина Волошина, которые 65 лет назад провозгласили создание в Закарпатье независимого государства под названием Карпатская Украина.
Автор — скульптор Михаил Михайлюк, архитектор Петр Гайович.
Скульптурная композиция изображает Августина Волошина сидящим. В правой руке президент держит свод законов от 15 марта 1939 года, первый пункт которых гласит, что Карпатская Украина является независимым государством.